# James Whitcomb

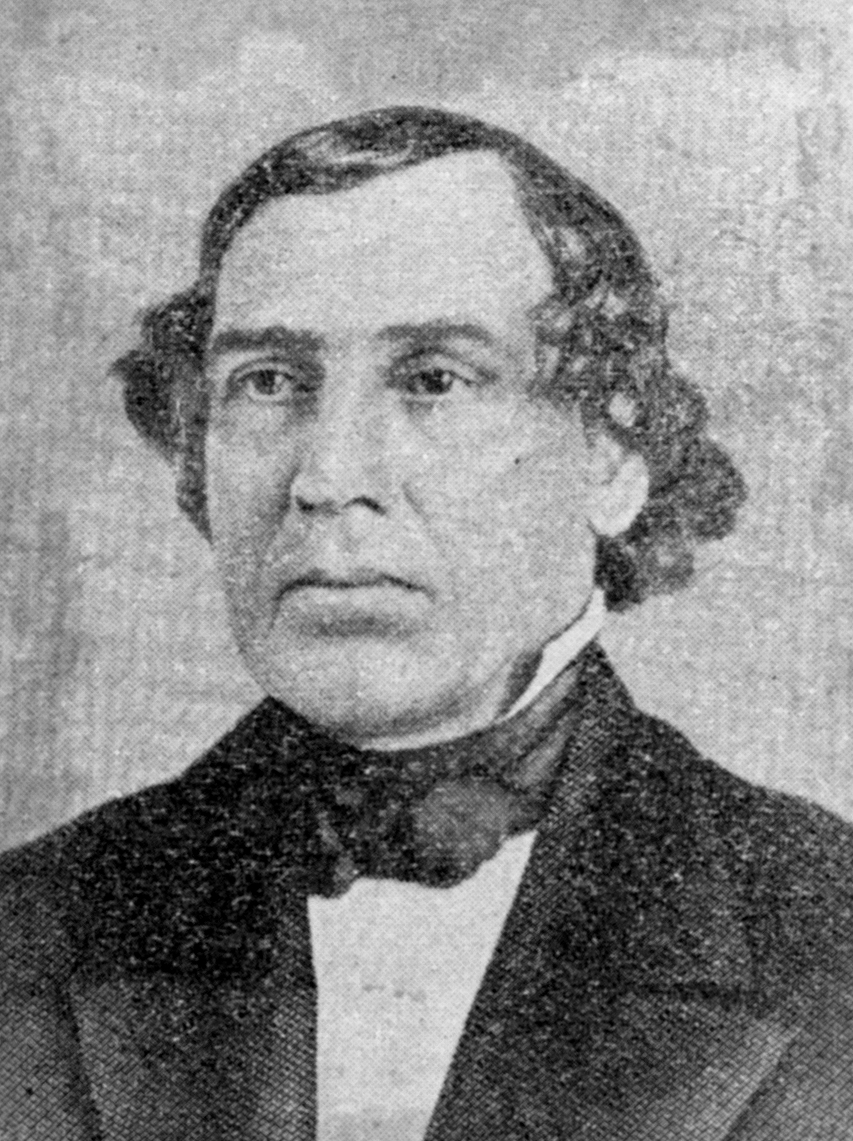
James Whitcomb

James Whitcomb, född 1 december 1795 i Windsor County, Vermont, död 4 oktober 1852 i New York, var en amerikansk demokratisk politiker. Han var den åttonde guvernören i delstaten Indiana 1843-1848. Han representerade sedan Indiana i USA:s senat från 4 mars 1849 fram till sin död.
Whitcomb studerade vid Transylvania University. Han studerade därefter juridik och inledde 1824 sin karriär som advokat i Bloomington, Indiana. Han var åklagare för Monroe County 1826-1829. Han var ledamot av delstatens senat 1830-1831 och 1832-1836.
Whitcomb besegrade ämbetsinnehavaren Samuel Bigger i guvernörsvalet i Indiana 1843. Whitcombs äktenskap 1847 varade i 16 dagar. Han gifte sig med Ann Renick Hurst som dog i barnasäng. Dottern Martha var Whitcombs enda barn. Whitcomb efterträddes i december 1848 av Paris C. Dunning.
Whitcomb var senator för Indiana de tre sista åren av sitt liv. Han var motståndare till höga tullavgifter.
Whitcomb var metodist och frimurare. Hans grav finns sedan 1892 på Crown Hill Cemetery i Indianapolis. Den ursprungliga gravplatsen var på Greenlawn Cemetery som inte längre existerar.